# Bob Mover
Bob Mover (* 22. března 1952) je altový, tenorový a sopránový jazzový saxofonista a zpěvák. Jeho otec byl hudebník, který profesionálně hrál včetně koncertování s orchestrem Charlie Spivaka. Ve 13 letech začal hrát na altový saxofon, studoval u Phila Woodse na letním hudebním táboře a soukromě chodil na hodiny k Ira Sullivanovi.

## Kariéra
V roce 1973, ve věku 21 let, byl Mover po dobu pěti měsíců v newyorské 5 Spot Café sidemanem Charlese Minguse. V roce 1975 Mover pravidelně pracoval v newyorských jazzových klubech s Chet Bakerem a poprvé vystoupil v Evropě u Bakera na La Grande Parade du Jazz v (Nice, Francie), Jazz Festival Laren (Nizozemsko) a Middelheim Jazz Festival. (Antverpy, Belgie).
Na konci roku 1975 začal Mover vést své vlastní skupiny v oblasti New Yorku a jako vedoucí v letech 1976 a 1977 vytvořil první dvě alba: On the Move (volba) a Bob Mover (Vanguard). Týdenní koncerty v Sweet Basil v Greenwich Village zahrnovaly Tom Harrell, Jimmy Garrison, Kenny Barron, Albert Dailey, Ben Riley, Mike Nock a Ron McLure.
V roce 1983 se přestěhoval do Montrealu a učil na Concordia University.

## Diskografie

### Jako leader
- Bob Mover (Vanguard, 1978)
- On the Move (Choice, 1978)
- In the True Tradition (Xanadu, 1981)
- Things Unseen! (Xanadu, 1983)
- The Night Bathers (Justin Time, 1986)
- You Go to My Head (Bellaphon/Jazz City, 1989)
- Yesterdays (Jazzette, 1996)
- Television (DSM, 1997)
- It Amazes Me... (Zoho, 2008)
- My Heart Tells Me (Motema, 2013)

### Jako sideman
- Dolo Coker, Anniversary (Xanadu, 1985)
- Walter Davis Jr., Illumination (Bellaphon/Jazz City, 1988)
- Steve Holt, The Lion's Eyes (Plug, 1983)
- Lee Konitz, Affinity (Chiaroscuro, 1977)
- Gianni Lenoci, Old Ground, New Ground (Modern Times, 1993)
- Players Association, The Players' Association (Vanguard, 1977)
- Players Association, Turn the Music Up! (Vanguard, 1979)
- Ken Skinner, Maroon (Village Jazz, 1998)